# Hecken-Rose

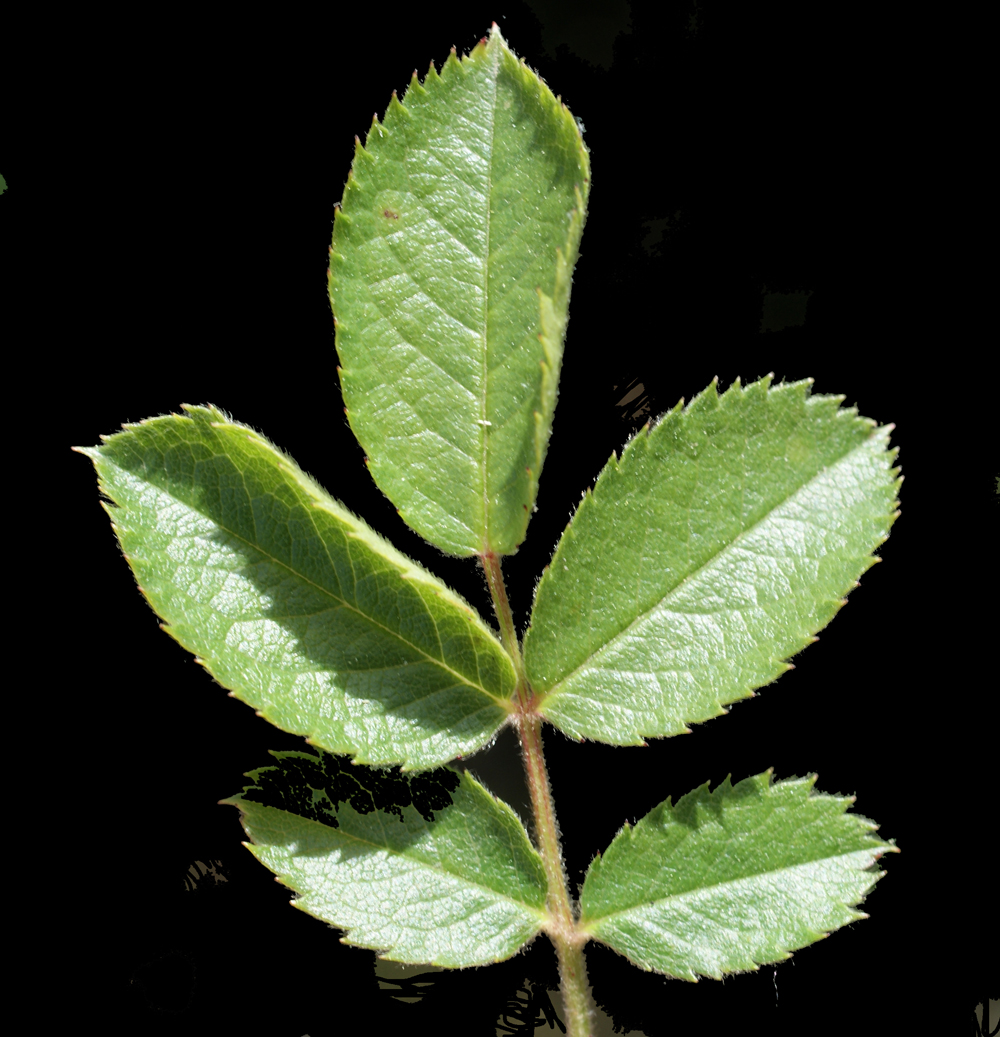
Blatt

Die Hecken-Rose (Rosa corymbifera), auch Busch-Rose oder Wild-Rose genannt, ist eine Pflanzenart aus der Gattung Rosen (Rosa) innerhalb der Familie der Rosengewächse (Rosaceae). Sie darf nicht verwechselt werden mit der Hunds-Rose (Rosa canina), die oft auch als Hecken-Rose bezeichnet wird. Sie ist in Europa heimisch.

## Beschreibung
Die Hecken-Rose wächst als sommergrüner, breitwüchsiger Strauch und erreicht Wuchshöhen von 2 bis 3 Metern. Die Stacheln sind kräftig, hakig und meist länger als die breite Basis.
Die wechselständig angeordneten Laubblätter sind unpaarig gefiedert mit fünf bis neun eng zusammenstehenden Fiederblättchen. Die Fiederblättchen sind dünn und bei einer Länge von 2,5 bis 4 Zentimetern rundlich-eiförmig bis elliptisch mit stumpfem oberen Ende, meist einfach gesägt, meist beiderseits behaart, mindestens unterseits auf den Nerven. Die Spindel ist flaumig behaart.
Die Blütezeit liegt im Juni. Die Blüten stehen einzeln oder zu vielen zusammen. Tragblätter sind vorhanden. Die meist relativ langen Blütenstiele sind wie der Blütenbecher meist behaart, aber nicht drüsig. Die zwittrigen Blüten sind 4 bis 5 Zentimetern radiärsymmetrisch und fünfzählig mit doppelter Blütenhülle. Die fünf Kelchblätter sind mäßig gefiedert, auf der Rückseite meist kahl, selten etwas drüsig, nach der Anthese zurückgeschlagen und hinfällig. Die fünf Kronblätter sind weiß bis zartrosafarben. Die Griffel sind frei und sie ragen nicht oder nur leicht hervor.
Die bei Reife orangeroten Hagebutten sind bei einer Länge von 1,5 bis 2 Zentimetern eiförmig oder kugelig und meist glatt.
Die Chromosomenzahl beträgt 2n = 35.

## Unterscheidung ähnlicher Arten

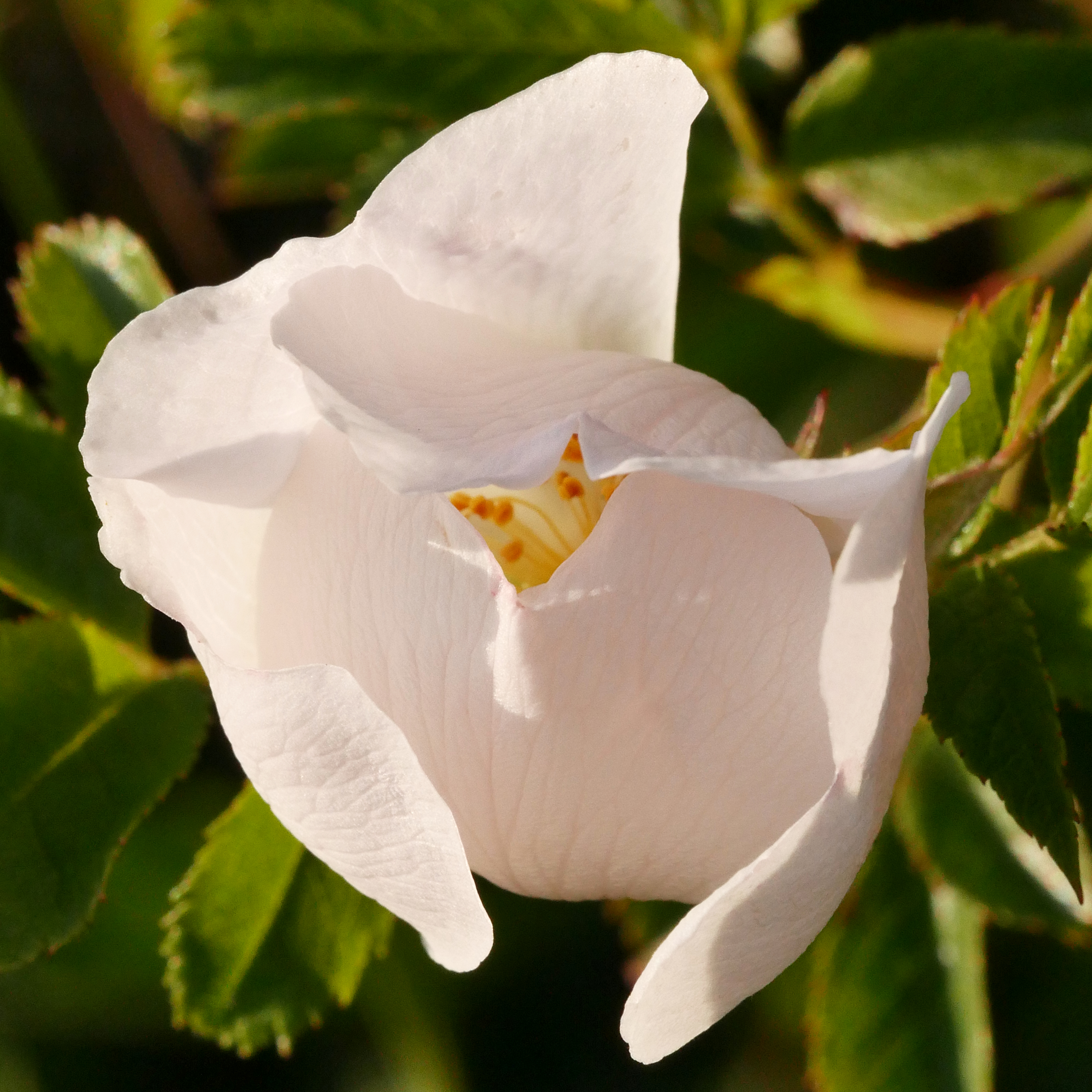
Aufgehende Knospe

Die Hecken-Rose (Rosa corymbifera) unterscheidet sich von der nah verwandten Hundsrose (Rosa canina) durch größere Blüten und ist weitgehend ohne Stacheln; die Unterseiten der Laubblätter von Rosa corymbifera sind behaart.

## Ökologie
Bei der Hecken-Rose handelt es sich um einen mesomorphen Nanophanerophyten.
Die Bestäubung erfolgt durch Insekten oder durch Selbstbestäubung und es erfolgt Samenbildung ohne Bestäubung.
Die Ausbreitung der Diasporen erfolgt durch Verdauungsausbreitung.

## Vorkommen
Die Hecken-Rose ist ein eurasisch-subozeanisches bis submediterranes Florenelement. Ihr Verbreitungsgebiet ist etwa deckungsgleich mit dem von Rosa canina, aber sie ist insgesamt weniger häufig; in den Alpen steigt sie sonnenseitig bis in hochmontane Höhenstufe auf. In Mitteleuropa fehlt sie gebietsweise, so beispielsweise im westlichen Tiefland, in den Mittelgebirgen mit kalkarmem Gestein, im Alpenvorland und in den Alpen.
Die Hecken-Rose gedeiht am besten auf nährstoffreichen, kalkhaltigen oder zumindest nicht stark sauer reagierenden Böden, der steinig-lehmig sein sollte; sie bevorzugt warme Standorte. Sie besiedelt Gebüsche und den Rand von Trockenwäldern. Sie kommt in Gesellschaften der Ordnung Prunetalia vor.

## Systematik
Die Erstveröffentlichung von Rosa corymbifera erfolgte 1790 durch Moritz Balthasar Borkhausen.
Rosa corymbifera gehört zur Sektion Caninae in der Gattung Rosa.
Es gibt mehrere Unterarten oder Varietäten, die sich in der Blattzähnung und Bedrüsung unterscheiden und teilweise als eigene Art angesehen werden. Andere Botaniker sehen alle Varietäten der Rosa corymbifera zur Art Rosa canina zugehörig.
- Rosa corymbifera Borkh. subsp. corymbifera
- Rosa corymbifera subsp. deseglisei (Boreau) Stohr (Syn.: Rosa deseglisei Boreau, Rosa dumentorum var. deseglisei (Boreau) M.Schulze)

## Verwendung
Die Wildrose Rosa corymbifera wird als Unterlage bei der Veredelung von Rosen verwendet. Rosa corymbifera ist winterhart bis −29 °C (USDA-Zone 5).

## Sonstiges
Die blühende Hecken-Rose kommt des Öfteren in Soldatenliedern oder Volksliedern vor, so zum Beispiel in Schön blühen die Heckrosen.